# أليكس ماكلين
أليكس ماكلين (بالإنجليزية: Alex MacLean)‏ هو مهندس معماري ومصور أمريكي، ولد في 1947.

## وصلات خارجية
- الموقع الرسمي